# Федеріко Тіноко Ґранадос
Хосе Федеріко Альберто де Хесус Тіноко Ґранадос (ісп. José Federico Alberto de Jesús Tinoco Granados; 21 листопада 1868 — 7 вересня 1931) — коста-риканський військовик і політик, диктатор, дев'ятнадцятий президент Коста-Рики.

## Біографія
Народився в сім'ї Федеріко Тіноко Іглесіаса та Гваделупи Ґранадос Бонільї. 5 червня 1898 року одружився з Марією Фернандес Ле-Капеян, дітей від того шлюбу не було. Навчався в єзуїтському коледжі в Картаго, потім вступив до військової академії Браян у Росліні (США). 1895 року повернувся на батьківщину та присвятив себе праці на кавових і цукрових плантаціях, що належали його батькові в Хуан-Віньясі (провінція Картаго).
Надалі подовжив військову кар'єру та дослужився до звання бригадного генерала. Також активно втручався до політики та вступив до лав Республіканської партії. 3 травня 1902 року брав участь у виступах, метою яких було недопущення приходу до влади Ассенсьйона Есківеля Ібарри. Заколотники зазнали поразки, втім президент Есківель оголосив загальну амністію. 1906 року разом з Рудесіндо Ґвардією Солурсано, сином генерала Томаса Ґвардії, та Мануелем Кастро Кесадою очолив заворушення проти президента Клето Гонсалеса Вікеса, за участь у яких був заарештований, однак невдовзі звільнений. Від 1908 до 1912 року був депутатом Конгресу від Сан-Хосе. 8 травня 1914 року президент Альфредо Гонсалес Флорес призначив його на посаду військового та морського міністра.

### Тимчасовий голова держави
27 січня 1917 року Тіноко організував військовий переворот, у результаті якого було повалено Гонсалеса Флореса. Тіноко Ґранадос був проголошений «тимчасовим головою Республіки». Він призначив вибори до Установчих зборів, й у квітні того ж року його обрали президентом Коста-Рики. На міжнародній арені думки щодо законності його перебування при владі Коста-Рики розділились, зокрема, Німеччина його визнала, а Сполучені Штати — ні.

### Президентство
8 червня 1917 року розпочався термін його президентських повноважень. Популярність голови держави швидко падала, оскільки його врядування характеризувалось репресіями та постійним порушенням громадянських і політичних прав, а також зловживаннями під час поводження з державними коштами. Проти Тіноко підбурювалось кілька повстань, що їх було жорстоко придушено, окрім того, кількох лідерів опозиції було вбито.
У зовнішній політиці робив ставку на союз із США, запропонувавши президенту Вудро Вільсону острів Кокос як базу для ВМС США, а також право використання вод і портів Коста-Рики. Однак ті пропозиції прийняті не були. При цьому президент мав цілковиту підтримку найбільшої американської продовольчої компанії United Fruit Company. Навіть призупинення дипломатичних відносин між Коста-Рикою та Німеччиною й оголошення Коста-Рикою війни Центральним державам не призвели до того, щоб Вільсон змінив свою позицію. Через суперечку про легітимність уряду Тіноко Коста-Рика не стала учасником Версальського договору, тому в односторонньому порядку поклала край війні з Німеччиною. Технічно стан війни припинився після Другої світової війни з підписанням Потсдамської угоди.
Наприкінці лютого 1918 року в країні почався збройний заколот, який підтримали Сполучені Штати та очолив заступник президента Рохеліо Фернандес Гуель. Повстання було жорстко придушено владою, а Фернандеса Гуеля та ще кількох його соратників було вбито 15 березня 1918 року, коли вони намагались дістатись кордону з Панамою. Те вбивство нищівним чином вплинуло на репутацію голови держави в суспільстві. Сподіваючись змінити позицію США, у травні 1918 року уряд підписав з компанією John M. Amory & Son угоду про розвідку нафти.
Вже 1919 року зростання внутрішньої опозиції спричинило заворушення у столиці та партизанський рух у провінції Гуанакасте на чолі з Хуліо Акостою Гарсією, який наступного року зайняв президентський пост. Повстанці вбили брата президента. Тіноко вирішив відмовитись від влади та 12 серпня залишив країну після підписання акту про відставку, яку Конгрес прийняв 20 серпня 1919 року.

### Подальше життя
Після того Тіноко вирушив в еміграцію до Франції з кількома родичами та близькими друзями, взявши з собою сто тисяч доларів, що він їх отримав в останню хвилину від Королівського банку Канади. 1920 року костариканський Конгрес порушив проти експрезидента кримінальну справу за військовий заколот.
Проїхавши через Францію, Іспанію та Велику Британію, він з дружиною оселився в Парижі. Там 1928 року Тіноко оприлюднив свої мемуари.
Його рештки перевезли до Коста-Рики лише 7 листопада 1960 року за президентства Маріо Ечанді й поховані на цвинтарі в Сан-Хосе.